# Atol (geologie)

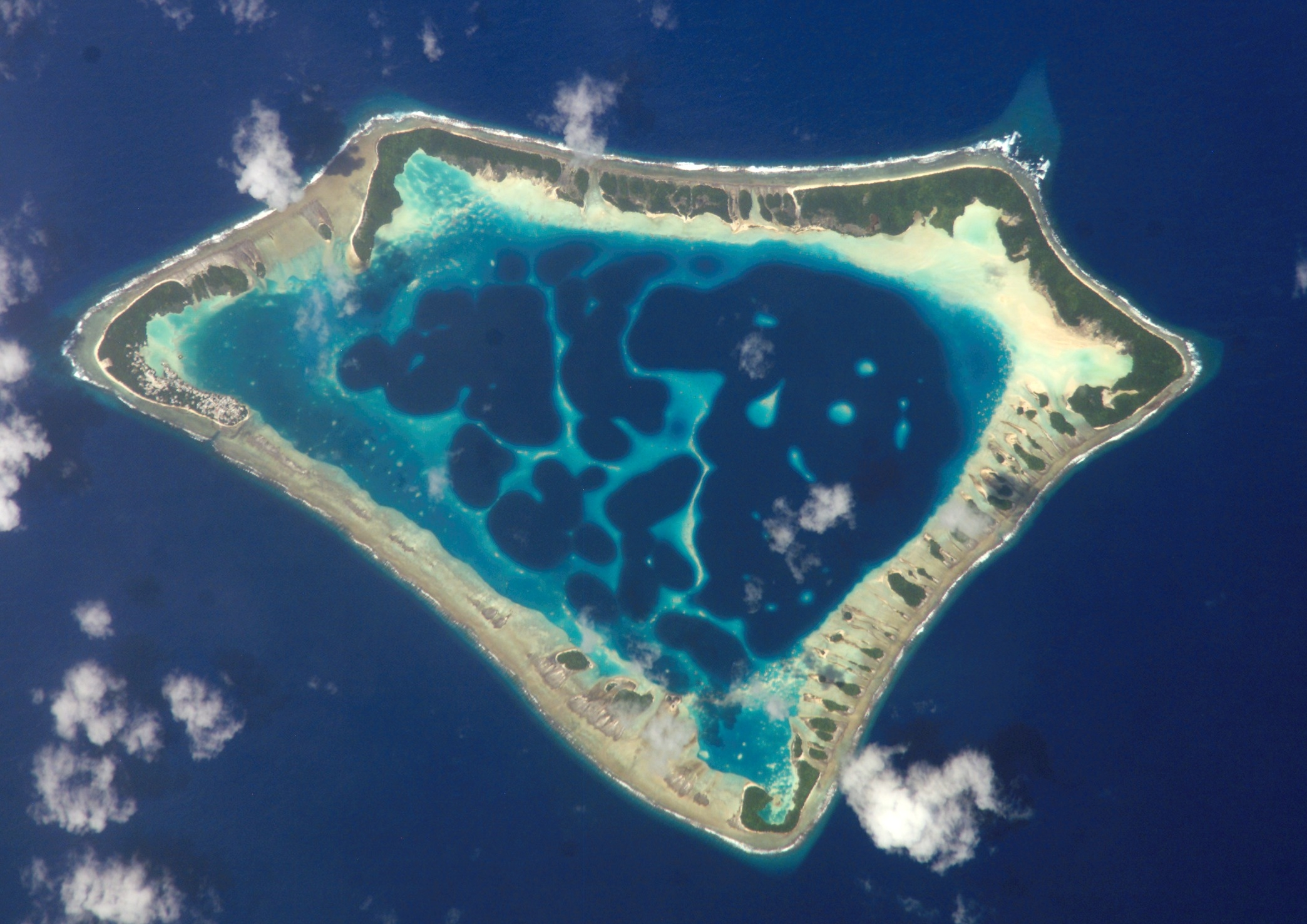
Satellietfoto van het atol Atafu (behorende tot Tokelau). De grijze stukken rondom de begroeiing zijn koraal.

Een atol is een ringvormig eiland of een ringvormige reeks eilanden met een specifieke ontstaansgeschiedenis. Atollen zijn gefundeerd op koraal. Het gebied binnen de ring kan, als de ring gesloten is, zoet water, extra zout water of brak water bevatten, en wordt een atollagune genoemd.
Het woord atol is afgeleid van het woord atolhu (އަތޮޅު) afkomstig uit het Divehi, dat gesproken wordt op de Maldiven. De eerste keer dat de Engelse variant van het woord werd gebruikt en vastgelegd was in 1842, door Charles Darwin, in zijn monografie The Structure and Distribution of Coral Reefs.

## Ontstaanswijze

Door relatieve zeespiegelstijging en erosie van het eiland, ontstaat een atol

Charles Darwin publiceerde al een verklaring voor de ontstaanswijze van atollen die nog steeds als in essentie correct wordt geaccepteerd. Hij baseerde deze op zijn observaties gedurende zijn reis met de Beagle. Zijn theorie is dat verschillende typen van tropische eilanden - hoog vulkanisch eiland, eiland met een barrièrerif, atol - een reeks vormen door het geleidelijk lager worden van een vulkaan in zee. Hij redeneerde dat een koraalrif om een vulkanisch eiland hoger zal worden naarmate het eiland verder wegzakt (of de zeespiegel stijgt) en uiteindelijk zal leiden tot een eiland met een barrièrerif. Het omringende rif wordt een barrièrerif doordat de buitenste delen ervan tot net onder het zeeniveau blijven steken door aangroei van levende koralen, terwijl de naar binnen gelegen delen achterblijven, doordat de groeiomstandigheden daar minder gunstig zijn. Nadat verzakking of erosie of zeespiegelstijging de vulkaan onder water heeft laten verdwijnen blijft het barrièrerif bestaan. Nu is er een atol ontstaan. Doordat atollen ontstaan uit koraal, kunnen ze alleen voorkomen in tropische oceanen. Vulkanische eilanden die buiten de geschikte temperatuurzone gelegen zijn worden onderzeese bergen naarmate ze weggeërodeerd worden.
Soms treden opwaartse krachten op in de oceaanbodem en wordt een koraaleiland in zijn geheel opgeheven. De koraalriffen worden dan kliffen die boven de zeespiegel uitsteken en men spreekt dan van een opgeheven atol.
Er zijn 439 atollen op de wereld. Atollen komen vooral voor in de Grote Oceaan en verder in de Indische Oceaan. Grote groepen atollen ontbreken in de Atlantische Oceaan; daar liggen slechts acht atollen ten oosten van Nicaragua in de Caraïbische Zee.